# デ・ハビランド ベノム
スウェーデン空軍の夜間戦闘機型、ヴェノム NF.51
スウェーデン空軍での呼称はJ33。
- 用途：戦闘爆撃機/夜間戦闘機
艦上戦闘機（シーベノム）
- 製造者：デ・ハビランド・エアクラフト
シュド・エスト（ライセンス生産）
- 運用者：#運用国を参照。
- 初飛行：1949年9月2日
- 生産数：1,431機（シーベノム/アキロンを含む）
- 運用状況：退役

デ・ハビランド DH.112 ベノム (de Havilland DH.112 Venom) は、イギリスの航空機メーカー、デ・ハビランド社で開発され世界各国で使用されたジェット戦闘機。ベノム (Venom) とは、毒液もしくは悪意といった意味があり、ヴェノムとも表記する。

## 開発と特徴
ベノムはデ・ハビランド社の前作、バンパイアの性能向上型として開発された機体で、当初はバンパイア FB.8と呼ばれていた。しかし、機体各部を再設計、改良し変更点が多くなったため、開発途中からベノムと改名された。バンパイアの双ブーム形式の胴体を継承しつつ、性能向上のためエンジンをデ・ハビランド ゴブリンからより強力なデ・ハビランド ゴーストに換装し、純然たる直線翼であった主翼は前縁になだらかな後退角（角度は17度）がかかったものになった。また翼端には増槽を搭載し、航続距離の延長を図った。

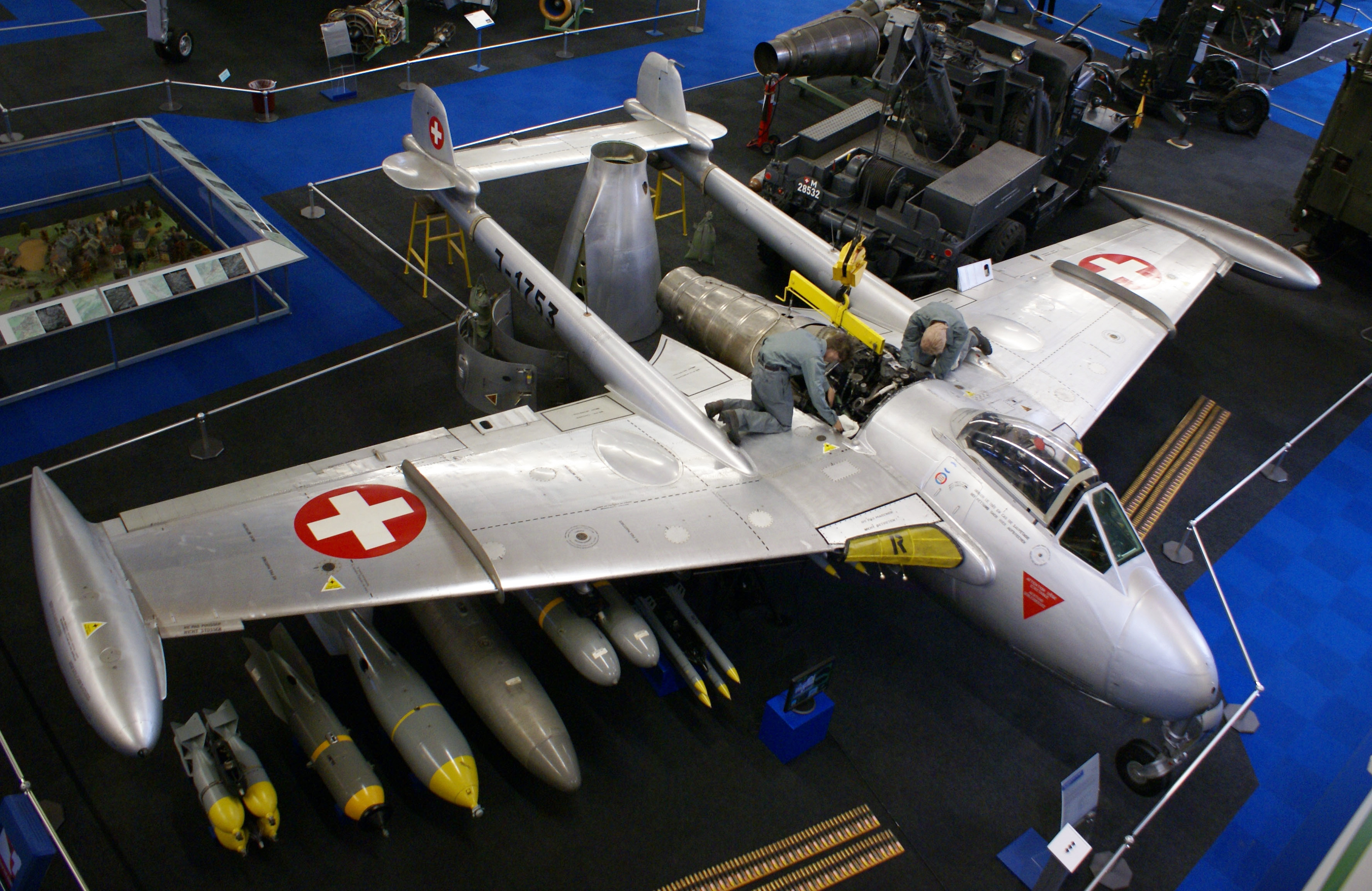
スイス空軍のベノム
退役後博物館に展示される機体

試作機は1949年9月2日に初飛行しバンパイアに比し100 km/h以上の速度向上を示したためイギリス空軍に採用され、1952年から部隊配備が開始された。運動性と上昇性能に優れ、機体強度も高かったため、バンパイアに代わる戦闘爆撃機として使用された。あくまでも本格的な後退翼機が就役するまでの繋ぎとしての性格の機体だったが、直線翼ジェット戦闘機としては性能が極めて優秀で、特に高高度での運動性はF-86 セイバーなどの後退翼機を上回っていた。ただし初期型には機体に構造的な問題があり、射出座席や空調設備も装備されていなかったため、後のモデルではこれらの欠点が解消され油圧作動式のエルロンも導入された。
1950年、フランスによってアメリカのF-84 サンダージェットと併せてNATO標準戦闘機とする案が提唱され、イギリスの主導の下イギリス、フランス、イタリアの各国で2000機以上を生産する計画が立てられた。しかし、第2次世界大戦終結後間もないイギリスにはそれだけの生産計画を主導する工業力がなく、計画は実行の目処が立たなかったために実現せずに終わった。
NATO標準戦闘機計画は頓挫したものの、イギリス空軍以外にも、バンパイアを使用していた各国に後継機として採用され、各型計1,100機以上が生産された。この他スイスでは、2つの型がライセンス生産された。後継となるホーカー ハンターの就役が遅れたこともあり、イギリス空軍は1962年まで本機を使用した。この時点でもまだ戦闘爆撃機として十分通用する性能を有していたため、海外では以降も使用され、スイスでは独自の改修を施されて1983年まで現役にあった。
ベノムには、バンパイア同様夜間戦闘機型があった。夜間戦闘機型は機首にレーダーを装備し、コクピットは並列複座になっていた。原型機は1950年8月に初飛行した。最初の夜間戦闘機型であるNF.2は1953年から部隊配備が開始されたが、トラブルが多く本格的な配備は1955年になり少数生産で終わった。続いてレーダーを高性能のものに換装し機体各部を改良したNF.3が1955年から配備されたが、1957年にはグロスター ジャベリンと交替して退役した。

## シーベノム

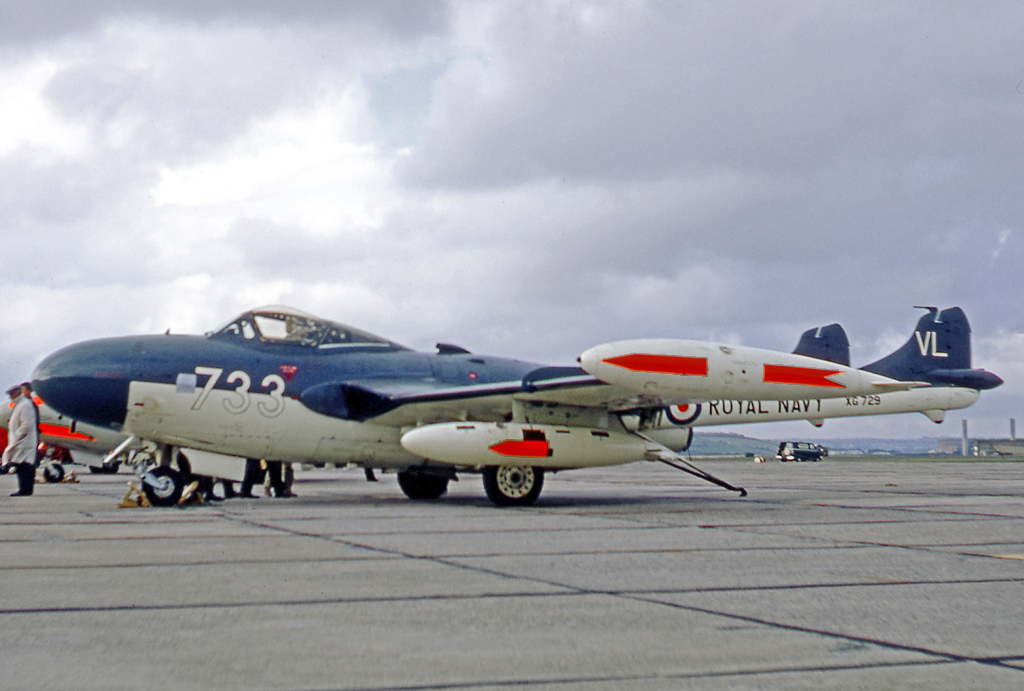
シーベノム

イギリス海軍では艦上戦闘爆撃機としてはベノムを採用しなかったが、全天候艦上戦闘機型をシーベノム (Sea Venom) として採用した。この機体はベノム NF.2を基に開発が進められた。機首には大型レーダーを搭載し、レーダー操作員を搭乗させるため並列複座コックピットを採用していた。また空母上での運用のため、主翼の動力折りたたみ機構や着艦フックが採用され、機体構造が強化されていた。1951年9月からテストが開始され、1954年3月から部隊配備が行われた。1961年まで部隊で使用され、各型合計259機が生産された。この他フランスのシュド・エスト社でアキロン(Aquilon)の名称でライセンス生産されている。

## 各型
ベノム
- FB.1 - 戦闘爆撃機型。エンジンはゴースト Mk.103
- NF.2 - 夜間戦闘機型
- NF.2A - キャノピーの視界を改善、尾部を改修
- NF.3 - NF.2の改良型。エルロンや尾部などを改修。エンジンはゴースト Mk.104
- FB.4 - FB.1の改良型。エルロンや尾部を改修し、射出座席を装備
- FB.50 - FB.1の輸出向け
- NF.51 - スウェーデン向け夜間戦闘機型
- FB.54 - FB.4の輸出向け

シーベノム
- FAW.20 - 最初の量産型
- FAW.21 - キャノピーの視界を改善、エルロンや尾部などを改修、射出座席を装備。エンジンはゴースト Mk.104
- FAW.22 - 空対空ミサイルの運用能力を付加。エンジンはゴースト Mk.105
- FAW.53 - オーストラリア向けFAW.21
- アキロン - フランスでのライセンス生産型。細かな改良によりアキロン20/201/202/203/204に分けられる

## 運用国
ベノム
- スイス
- イギリス
- イラク
- イタリア
- ニュージーランド
- スウェーデン
- ベネズエラ

シーベノム
- オーストラリア
- フランス
- イギリス

## スペック (FB.4)
- 全幅:12.7m
- 全長:10.06m
- 総重量:6,950kg
- 最大速度:961km/h
- 航続距離:約1,100km
- 武装

三面図

  - 20 mm イスパノ Mk V 機関砲 × 4門 (150発)
  - RP-3ロケット弾×8発 または 453kg爆弾×2発